# William Besse
William Besse (Bagnes, 10 marzo 1968) è un ex sciatore alpino svizzero, discesista in attività tra la fine degli anni 1980 e il decennio successivo.

## Biografia

### Carriera sciistica

#### Stagioni 1986-1992
Originario di Bruson di Bagnes, Besse debuttò in campo internazionale in occasione dei Mondiali juniores di Bad Kleinkirchheim 1986, dove vinse la medaglia d'oro nella discesa libera, e nel 1987 in Coppa Europa vinse la classifica della specialità. In Coppa del Mondo ottenne il primo piazzamento di rilievo il 9 gennaio 1988 nella discesa libera di Val-d'Isère (7º), mentre nella stagione successiva esordì ai Campionati mondiali nella rassegna di Vail 1989, dove ottenne il 5º posto nella discesa libera.
Ancora in discesa libera e ancora a Val-d'Isère conquistò il primo podio in Coppa del Mondo, il 27 gennaio 1990 (3º), mentre l'anno dopo nella medesima specialità fu 8º ai Mondiali di Saalbach-Hinterglemm 1991. Al suo esordio olimpico, Albertville 1992, gareggiò invece nella combinata, senza concludere la prova; poco più tardi, il 6 marzo, salì per la prima volta sul gradino più alto del podio in Coppa del Mondo nella discesa libera di Panorama.

#### Stagioni 1993-1999
L'11 dicembre 1992 vinse la prestigiosa discesa libera della Saslong in Val Gardena, mentre ai successivi Mondiali di Morioka 1993 nella medesima specialità fu 23º. Nella stagione seguente in Coppa del Mondo s'impose in un'altra classica della discesa libera, sulla Lauberhorn di Wengen (il 22 gennaio), e prese parte ai suoi ultimi Giochi olimpici, Lillehammer 1994, classificandosi 16º nella discesa libera e non terminando il supergigante. In seguito, il 16 marzo a Vail, ottenne la sua quarta e ultima vittoria in Coppa del Mondo, sempre in discesa libera.
Ai Mondiali del 1996 in Sierra Nevada fu 13º nella discesa libera e 27º nel supergigante. Nella stagione 1996-1997 ottenne il suo ultimo podio in Coppa del Mondo (3º nella discesa libera della Streif di Kitzbühel il 24 gennaio) e partecipò ai suoi ultimi Mondiali: nella rassegna iridata di Sestriere si classificò 13º nella discesa libera e 20º nel supergigante. Si ritirò al termine della stagione 1998-1999; la sua ultima gara in Coppa del Mondo fu la discesa libera di Lillehammer Kvitfjell del 5 marzo, che non portò a termine, e la sua ultima gara in carriera fu il supergigante dei Campionati svizzeri 1999 disputato a Zinal il 21 marzo successivo.

### Altre attività
Dopo il ritiro è diventato commentatore sportivo della Televisione svizzera francese, per la quale si occupa delle gare di sci alpino assieme all'ex compagno di squadra Steve Locher.

## Palmarès

### Mondiali juniores
- 1 medaglia:
  - 1 oro (discesa libera a Bad Kleinkirchheim 1986)

### Coppa del Mondo
- Miglior piazzamento in classifica generale: 13º nel 1990 e nel 1993
- 13 podi (tutti in discesa libera):
  - 4 vittorie
  - 5 secondi posti
  - 4 terzi posti

#### Coppa del Mondo - vittorie
| Data             | Località    | Paese       | Specialità |
| ---------------- | ----------- | ----------- | ---------- |
| 6 marzo 1992     | Panorama    | Canada      | DH         |
| 11 dicembre 1992 | Val Gardena | Italia      | DH         |
| 20 gennaio 1994  | Wengen      | Svizzera    | DH         |
| 16 marzo 1994    | Vail        | Stati Uniti | DH         |

Legenda:

DH = discesa libera

### Coppa Europa
- Vincitore della classifica di discesa libera nel 1987

### South American Cup
- 1 podio (dati dalla stagione 1994-1995):
  - 1 terzo posto

### Campionati svizzeri
- 7 medaglie (dati parziali fino alla stagione 1994-1995)[2]:
  - 4 ori (discesa libera[senza fonte] nel 1988; discesa libera, supergigante[senza fonte] nel 1992; discesa libera nel 1997)
  - 1 argento (discesa libera nel 1996)
  - 2 bronzi (discesa libera nel 1995; supergigante nel 1997)